# Première bataille de Lexington
Pour les articles homonymes, voir Bataille de Lexington.
Guerre de Sécession
Batailles
Opérations pour contrôler le Missouri
- Boonville
- Cole Camp
- Carthage
- Wilson's Creek
- Dry Wood Creek
- Liberty
- Lexington (1re)
- Fredericktown
- Springfield (1re)
- Mount Zion Church
- Blackwater Creek (en)

La première bataille de Lexington, connue aussi sous l'appellation de la bataille des bottes de chanvre (Hemp Bales) ou du siège de Lexington, est un combat de la  guerre de Sécession, qui s'est déroulé du 12 septembre au 20 septembre 1861, entre l'armée de l'Union et la garde de l'État du Missouri, pro-confédérée, à Lexington, le siège du comté de Lafayette, au Missouri. La victoire de la garde de l'État dans cette bataille renforce le sentiment pro-sudiste déjà prégnant dans la région, et consolide brièvement le contrôle de la garde de l'État du Missouri sur la vallée de la rivière du Missouri à l'ouest de l'État.
Il ne faut pas confondre cette bataille avec la seconde bataille de Lexington, qui surviendra le 19 octobre 1864 et qui verra aussi la victoire des confédérés.

## Prélude
Au début de la guerre de Sécession, Lexington est une ville agraire de près de 4 000 habitants et est le siège du comté de Lafayette, occupant une position de très grande importance locale sur la rivière Missouri dans le centre ouest du Missouri. Le chanvre (utilisé dans la production de cordage), le tabac, le charbon et l'élevage contribuent à la santé économique de la ville, ainsi que le commerce fluvial. Beaucoup de résidents sont des propriétaires d'esclave, à l'instar de ceux des comtés adjacents ; les esclaves représentent 31,7 % de la population du comté de Lafayette. De plus, la plupart des blancs sont ouvertement pro-confédéré au début du conflit.
À la suite de la bataille de Boonville en juin 1861, le brigadier général Nathaniel Lyon ordonne au 5th Regiment of the United States Reserve Corps d'occuper la ville de Lexington. Le régiment est composé principalement d'émigrés allemands de la ville de St. Louis  et a participé à l'affaire du camp Jackson. Arrivant à bord du vapeur White Cloud le 9 juillet 1861, ils sont commandés par le colonel Charles G. Stifel. Le second de Stifel est le lieutenant-colonel Robert White, qui est souvent le premier point de contact des citoyens locaux. Stifel choisit l'ancien Masonic College comme quartier général et ses soldats commande à se retrancher et fortifier leur position.
Stifel commence par ordonner la reconnaissance, la sécurisation ou la destruction des navires qui pourraient être utilisés pour traverser la rivière. Deux cents tonnelets de poudre, trente-trois fusils et deux canons de 6-livres sont réquisitionnés dans la région. Les canons sont placés sous le commandement de Charles M. Pirner. Plusieurs compagnies de garde locale sont levées et placées sous le commandement du commandant Frederick W. Becker.
À la mi-août, les hommes sous contrat de 90 jours du régiment de Stifel arrivent au terme de leur engagement et ils retournent vers St. Louis. Le lieutenant-colonel Robert White doit lever et organiser un nouveau régiment localement, mais perd plusieurs semaines. Pendant ce temps, le commandant Becker prend le commandement du poste. Parallèlement, du côté de la Confédération, le colonel autoproclamé Henry L. Routt du comté de Clay cherche à lever un régiment dans la région et réussit à engager environ un millier d'hommes. Routt avait commandé la force qui avait capturé l'arsenal Liberty en avril 1861.
Le colonel Routt procède à l'arrestation de plusieurs personnalités éminentes de l'Union dont le précédent gouverneur du Missouri Austin A. King et encercle le site. Il requiert la reddition de Becker, qui refuse. Une nuit, deux hommes de Becker, Charles et Gustave Pirner procèdent à des essais de tirs à partir de deux mortiers avec des obus de leur fabrication. Avec l'un de ces mortiers, ils tirens trois obus sur le camp de Routt, causant une panique mais sans faire de réels dégâts. Plus tard, en apprenant l'approche du 1st Illinois cavalry du colonel Thomas A. Marshall, Routt se retire de la région. Le lieutenant-colonel Robert White revient à la fin du mois d'août et assure le commandement du site à la place de Becker jusqu'à l'arrivée de la cavalerie de l'Illinois qui a lieu quelques jours plus tard. White reprend alors l'organisation du 14th Home Guard Regiment.
À la suite de leur victoire à Wilson's Creek le 10 août 1861, le corps principal de la garde de l'État du Missouri pro-confédérée sous le commandement du major général Sterling Price marche vers la frontière entre le Missouri et le Kansas avec environ 7 000 hommes pour repousser les incursions de la brigade du Kansas de Lane. Le 2 septembre 1861, la garde repousse les kansans de Lane à la bataille de Dry Wood Creek, les renvoyant au-delà du fort Scott. Price se tourne alors le nord le long de la frontière en direction de Lexington pour briser le contrôle fédéral de la rivière Missouri et pour lever des troupes sur les deux rives de la rivière. Se faisant, Price regroupe des recrues, dont le colonel Routt et plusieurs centaines de ses hommes stationnés alors à Index dans le comté de Cass.
Les renforts de l'Union arrivent à Lexington le 4 septembre 1861 : le 13th Missouri Infantry commandé par le colonel Everett Peabody et un bataillon de United States Reserve Corps sous le commandement du commandant Robert T. Van Horn. Afin d'empêcher le gouverneur, pro-confédéré Claiborne Fox Jackson d'obtenir des fonds des banques locales, le général John C. Frémont  donne l'ordre de saisir leurs fonds. Le 7 septembre 1861, le colonel Marshall retire près d'un million de dollar de la banque Farmer à Lexington alors que le colonel Peabody est envoyé à Warrensburg pour faire de même. En arrivant à Warrensburg, le détachement de Peabody se retrouve sur le chemin de Price et retraite en hâte vers Lexington.
Finalement, le 10 septembre 1861, le colonel James A. Mulligan arrive et prend le commandement du dispositif avec le 23rd Illinois Volunteer Infantry Regiment connu sous le nom de la « brigade irlandaise » et un détachement du 27th Missouri Missouri Mounted Infantry commandé par le lieutenant-colonel Benjamin W. Grover. Le 11 septembre 1861, le 13th Missouri Infantry et le bataillon de Van Horn sont de retour à Lexington. Mulligan commande maintenant 3 500 hommes, et faire procéder rapidement à la construction de fortifications étendues autour du Masonic College de la ville, abattant des arbres pour faire des lignes de tir et érigeant des terrassements autour des bâtiments de la résidence universitaire et des salles de cours. Ses supérieurs lui envoient davantage de renforts sous le commandement de Samuel D. Sturgis, avec lesquels Mulligan espère tenir sa position élargie, mais ils sont pris en embuscade par des forces pro-confédérées (alertés par un opérateur de télégraphe sécessionniste) et sont contraints de retraiter.

## Premier contact
Price et son armée parviennent à Lexington le 11 septembre 1861. Les premiers accrochages ont lieu le 12 septembre 1861 quand deux compagnies de l'Union postée derrière des balles de chanvre sur le flanc d'un colline en face de l'avancée de la cavalerie de Price. Price se retire de plusieurs kilomètres vers Garrison creek en attendant son artillerie et son infanterie. Dès qu'ils arrivent dans l'après-midi, il reprend son avance le long d'un parcours plus à l'ouest, atteignant finalement Independence Road. Mulligan envoie quatre compagnies du 13th Missouri Infantry (USA), et deux compagnies du bataillon de l'United States Reserve de Van Horn pour s'opposer à ce mouvement. Elles engagent les éléments avancés de Price au milieu des pierres tombales du cimetière de Machpelah au sud de la ville, dans l'espoir de gagner du temps pour permettre au reste des hommes de Mulligan de terminer les préparatifs défensifs. L'artillerie de Price se déploie et, avec un nombre croissant d'attaquants, elle déloge les défenseurs et les force à se replier dans leur fortifications.
Price poursuit les défenseurs qui s'enfuit et déploie les batteries de Guibor et de Bledsoe pour bombarder les fortifications de l'Union de l'université.Trois pièces d'artillerie de l'Union répondent, détruisant un des caissons de Guibor à la fin de l'échange de tirs. Le duel de deux heures et demie réduit les munitions de la garde de l'État. Une grande partie du train de munitions avait été laissé à Osceola. Ce fait, conjugué avec la nature formidable des fortifications de l'Union, rend irréaliste un nouvel assaut.
Ayant isolé les forces de l'Union dans Lexington, Price décide d'attendre ses trains de munition, du ravitaillement et des renforts avant d'assaillir ses adversaires. « Il n'est pas nécessaire de tuer les gars ici », dit-il, « la patience nous donnera ce que l'on veut ». Ainsi, il ordonne à son infanterie de se retirer dans le champ de foire du comté.
Le 18 septembre 1861, Price est déterminé à ordonner un nouvel assaut. La garde de l'État avance sous un feu nourri de l'artillerie de l'Union, poussant l'ennemi à se retirer dans ses ouvrages intérieurs. L'artillerie de Price répond à celle de Mulligan par neuf heures de bombardement, utilisant des obus incendiaires pour mettre le feu au Masonic College et aux autres positions de l'Union. Mulligan place un jeune dans le grenier du bâtiment principal de l'université qui est capable d'évacuer tous les obus entrants avant qu'ils ne mettent le feu au bâtiment.

## La maison Anderson

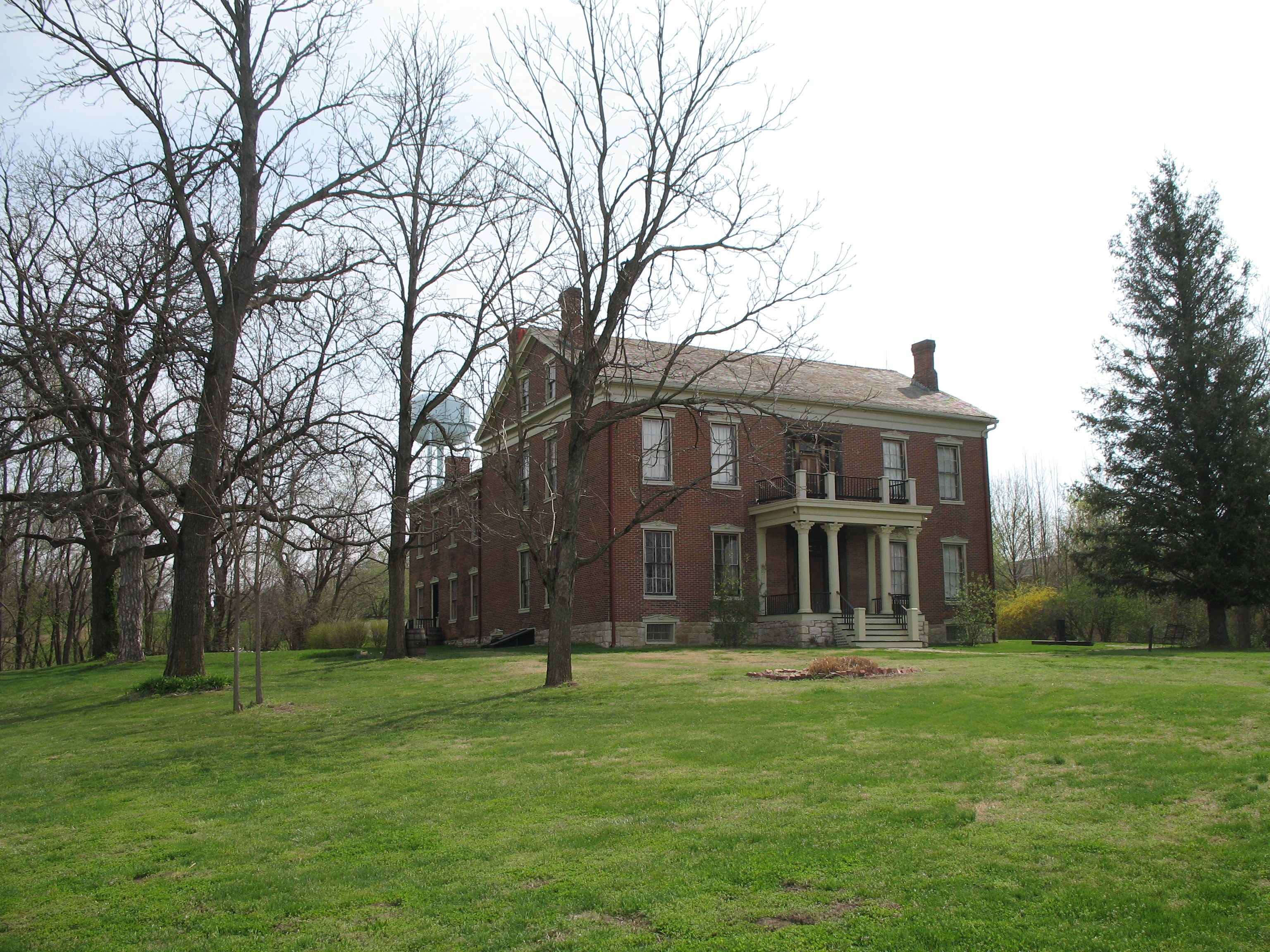
Anderson House, un hôpital de l'Union, a été attaqué par les confédérés lors de la bataille.

Un journal local avait décrit la maison Anderson comme « ... la plus grande et la mieux agencée des maisons d'habitation à l'ouest de St. Louis, » celle-ci est une maison de trois étages, de style néo-grec, construite par Oliver Anderson, un célèbre industriel de Lexington. Un peu avant juillet 1861, la famille Anderson avait été expulsée de sa maison qui est adjacente aux fortifications du colonel Mulligan, et la garnison de l'Union y avait établi un hôpital.
Au début de la bataille de Lexington, plus d'une centaine de soldats de l'Union, malades ou blessés, sont installés dans l'hôpital de la maison Anderson. Les soins médicaux sont confiés à un chirurgien, nommé Dr Cooley, alors que le père Butler, aumônier du 23rd Illinois, fournit son assistance spirituelle aux soldats.
En raison de son importance stratégique, le général Thomas Harris, sous le commandement de Price, ordonne aux soldats de sa 2nd division (MSG) de capturer la maison le 18 septembre 1861. Choqué par ce qu'il considère comme une violation des lois de la guerre, le colonel Mulligan donne l'ordre de reprendre le bâtiment. La compagnie B du 23rd Illinois, la compagnie B du 13th Missouri et des volontaires du 1st Illinois Cavalry chargent à partir des lignes de l'Union et reprennent la maison, subissant de lourdes pertes lors de l'opération. Les troupes de Harris reprennent l'hôpital plus tard dans la journée et il reste aux mains de la garde de l'État à partir de ce moment.
L'incident le plus controversé survient lors de l'assaut de l'Union contre la maison Anderson où les troupes de l'Union exécutent sommairement trois gardes de l'État au pied d'un grand escalier du hall principal. Les sudistes affirment que les hommes s'étaient déjà rendus et qu'ils auraient dû être traités comme des prisonniers de guerre. Les troupes de l'Union, qui ont subi de lourdes pertes pour reprendre le bâtiment, considèrent que les prisonniers avaient violé les lois de la guerre en attaquant en premier un hôpital.
La maison Anderson est sévèrement endommagée par les tirs de canon et de fusil, laissant de nombreux impacts encore visibles de nos jours tant à l'intérieur qu'à l'extérieur (le bâtiment est maintenant un musée).

## La préparation pour l'assaut final

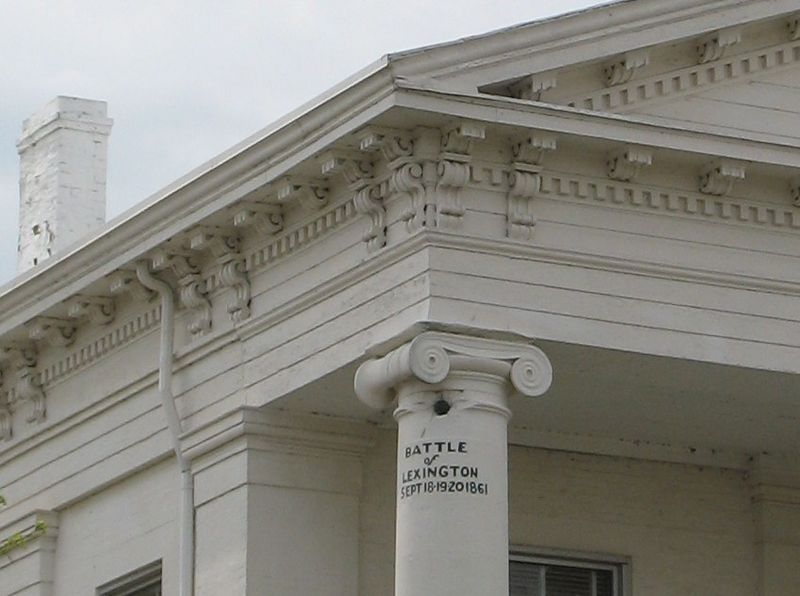
Lafayette County, tribunal de Lexington, avec un obus inclus dans une de ses colonnes.

Le 19 septembre 1861,les gardes de l'État consolident leurs positions, maintenant les fédéraux sous un feu nourri d'artillerie, et préparent leur assaut final. Une des problèmes que rencontrent les défenseurs et le manque chronique d'eau ; les puits à l'intérieur des lignes de l'Union sont à sec, et les tireurs d'élite de la garde de l'État sont capables de couvrir une source voisine, repoussant tout homme qui tente de s'en approcher. Présumant qu'une femme pourrait réussir là où ses hommes ont échoué, Mulligan envoie une femme à la source. les troupes de Price retiennent leur feu, et lui permettent même de retourner avec quelques gourdes vers les fédéraux assiégés. Ce petit geste, néanmoins, ne peut résoudre le problème grandissant de soif dans la garnison de l'Union, ce qui contribuera à sa perte.
Le général Price avait établi ses quartiers généraux à Lexington dans une banque au 926 Main Street le 18 septembre 1861, située en face tribunal du comté de Lafayette. Pendant la bataille de Lexington, Price dirige les opérations de la garde de l'État à partir d'une pièce du second étage. Le jour suivant, un boulet, probablement tiré par la batterie du capitaine Hiram Bledsoe de la garde de l'État, frappe le tribunal à seulement cent mètres du quartier général du général Price. Selon des explications datant de 1920, le boulet ne se serait pas logé à l'origine dans la colonne, mais serait tombé et récupéré par un collectionneur. Des décennies après la bataille, l'homme âgé signe une attestation avec son histoire et remet le boulet aux commissaires du comté qui le placent avec une tige de 60 centimètres dans la colonne pour l'histoire,,.
Le soir du 19 septembre 1861, les soldats de la 2nd division du brigadier général Thomas A. Harris (garde de l'État) commencent à utiliser des bottes de chanvre saisies dans les entrepôts pour construire un parapet mobile en face des retranchements de l'Union. Les bottes sont trempées dans la rivière pendant la nuit, pour les rendre réfractaire à des obus incendiaires qui pourraient être tirés par les canons des fédéraux. Le plan de Harris est que ses troupes fassent rouler en haut de la colline les bottes de lendemain pour les utiliser comme couverture le temps qu'ils avancent assez près de la garnison de l'Union avant de lancer l'assaut final. La ligne de bottes de chanvre débute aux alentours de la maison Anderson, s'étendant vers le nord sur le flanc de la colline sur près de 180 mètres. À de nombreux endroits les bottes de chanvre sont empilées sur deux niveaux pour fournir une protection supplémentaire.

## Déploiement des bottes de chanvre
Tôt le matin du 20 septembre 1861, les hommes de Harris progressent derrière leurs parapets mobile. Alors que le combat se poursuit, des gardes de l'État des autres divisions rejoignent les hommes de Harris, augmentant le volume de feu digiré vers la garnison de l'Union. Bien que les défenseurs de l'Union tirent des boulets chauffés à blanc sur les bottes qui avancent, leur trempage dans la rivière Missouri la nuit précédentes leur a fourni la résistance requise contre les tirs fédéraux. En début d'après-midi, la fortification roulante est suffisamment proche pour que les sudistes puissent prendre les positions de l'Union lors d'une charge finale. Mulligan dépose les termes de sa reddition après midi, et à 14h00 ses hommes évacuent leurs tranchées et déposent leurs armes.
Plusieurs années après, dans son livre « The Rise and Fall of the Confederate Government », le président sudiste Jefferson Davis est d'avis que « l'utilisation ingénieuse des bottes de chanvre était brillante, à l'instar de ce qu'avait fait Tarik, le guerrier Sarrasin, immortalisé, et qui donna son nom au pilier nord d'Hercules ».

## Victimes et conséquences
Il n'y a eu que relativement peu de victimes du fait que la bataille s'est déroulée largement derrière des positions défensives. Price déclare n'avoir perdu que 25 hommes tués et 72 blessés dans son rapport officiel. Néanmoins, une étude des rapports post action de ses subordonnés révèle un total d'au moins 30 tués et 120 blessés. Ces chiffres n'incluent pas les civils ou les recrues qui n'avait pas été encore enrôlés mais qui s'étaient joints aux combats. Les troupes de l'Union ont eu 39 tués et 120 blessés. Le taux de victime relativement bas peut être attribué aux retranchements remarquables de Mulligan et l'idée de Harris des l'usage des bottes de chanvre ; néanmoins, la garnison complète de l'Union est faite prisonnière.
Les soldats de l'Union qui se sont rendus sont contraints d'écouter un discours du gouverneur du Missouri pro-confédéré qui avait été déposé Claiborne F. Jackson, qui les réprimandent pour être entrés dans son État sans y être invités et y avoir fait la guerre aux citoyens. Les fédéraux sont libérés sur parole par le général Price, avec l'exception notable du colonel Mulligan, qui refuse de donner sa parole. Price aurait été tellement impressionné  par l'attitude du commandant de l'Union pendant et après la bataille, qu'il offre à Mulligan son buggy et son cheval et qu'il ordonne qu'il soit reconduit sain et sauf vers les lignes de l'Union. Mulligan sera blessé mortellement à la seconde bataille de Kernstown près de Winchester, Virginie le 24 juillet 1864.
Parmi les pertes de la première bataille de Lexington, se trouve le lieutenant-colonel Benjamin W. Grover, commandant le 27th Missouri Mounted Infantry, qui a été blessé par une balle de fusil dans la cuisse. Il succombe à ses blessures le 31 octobre 1861.
À la suite de la reddition de Lexington, Fremont et Price négocient un accord d'échange. Les libérés du camp Jackson sont échangés avec une partie des hommes de Mulligan. Cet accord a bien fonctionné pour les officiers qui ont été nommément désignés, mais pas pour tous les hommes de troupes de l'Union. Quelques hommes de troupes furent renvoyés dans les rangs de l'Union sans un échange valable, et envoyés sur différents théâtres d'opérations. Plusieurs furent capturés à Shiloh et furent reconnus et exécutés pour avoir violé leur parole.

## Articles contemporains
À partir du journal Harpers Weekly :
- "The Battle of Lexington, Missouri, from sketches by a Western correspondent"
- "Charge of the Irish Regiment over the Breast-Works at Lexington, Missouri"
- "Portrait of Colonel Mulligan"
- "The Rebel Ex-Governor Jackson, of Missouri, addressing Colonel Mulligan's troops after the surrender at Lexington"